# Душан Бркић
Душан Душко Бркић (Обровац, 6. април 1913 — Београд, 28. јул 2000) био је правник, учесник Народноослободилачке борбе и друштвено-политички радник ФНР Југославије и НР Хрватске.

## Биографија
Рођен је 1913. године у Обровцу у Далмацији. Завршио је Правни факултет у Београду. Члан Комунистичке партије Југославије постао је пре рата.
Након фашистичке окупације Југославије, Душан је био један од организатора оружаног устанка у Славонији. Током рата био је политички комесар Првог славонског корпуса (од 1943), већник Антифашистичког већа народног ослобођења Југославије (АВНОЈ) и члан Извршног одбора Земаљског антифашистичког већа народног ослобођења Хрватске (ЗАВНОХ).
После рата постао је министар правосуђа у првој народној влади Хрватске, формираној у Сплиту априла 1945. године. Завршио је енглески језик на Филолошком факултету, а потом сликарство и вајарство на Педагошкој академији у Београду. После је био потпредседник владе НР Хрватске.
Као најистакнутији српски руководилац у Хрватској, Бркић је секретар ЗАВНОХ-ова Клуба већника Срба, а био је и један од оснивача СКД „Просвјете“. Такође је један од најзаслужнијих што је Србима у уставу НР Хрватске из 1947. године додељен конститутиван статус. На Петом конгресу КПЈ 1948. године, изабран је за члана Централног комитета КПЈ.
Заједно са Радом Жигићем и Станком Опачићем Ћаницом искључен је из КПЈ 11. септембра 1950. године, под оптужбом да су заузимали просовјетско стајалиште и потицали сељаке на побуну против власти. Бркић је 1951. осуђен на издржавање робије на Голом отоку.
Након изласка из затвора живео је размерно повучено у Београду, све до процеса против коминформоваца 1970-их година. Године 1975. ухапшен је под оптужбом да се бавио „контрареволуционарном делатношћу“ и да је одржавао везе са „коминформовском емиграцијом“ у Источном блоку. Дана 12. априла 1976. године, осуђен је с још тројицом оптуженика на осам година затвора.
Од страних одликовања носилац је пољског Партизанског крста.
Умро је 28. јула 2000. године у Београду.

## Сликарство
Бркићева уметничка активност, у поређењу са друштвеном и политичком, јесте скромнија, али никако мање важна. Имао је две самосталне изложбе 1971. и 1974. године и учествовао на неколико групних. Био је члан Удружења ликовних уметника Србије од 1976. године. Сликарски опус Душана Бркића битно је одређен његовим пореклом и завичајем.